# 鍋蓋頭2
《鍋蓋頭2》（英語：Jarhead 2: Field of Fire）是一部2014年發行的美國戰爭片，由唐·邁克爾·保羅執導。美國於2014年8月19日以錄影帶首映發行。

## 劇情
身經百戰的克里斯下士（Josh Kelly 飾）晉升為小隊的指揮官，該小隊的下一個任務是給位於塔利班控制邊緣地區的前線哨提供補給。當車隊行經敵對的赫爾德曼省時，他們遇到了尋求幫助的海豹突擊隊，雙方將合作完成一項重要任務——護送一名因反抗塔利班而聞名的婦女逃離該國… 
沒有坦克裝甲車和空中支援，克里斯下士和他的團隊必須鼓足全部勇氣，拼盡所有彈藥，橫穿這個被戰爭蹂躪的國家，直至護送該婦女到安全地點…

## 外部連結
- 互联网电影数据库（IMDb）上《鍋蓋頭2》的资料（英文）